# Jan Boklöv
Jan Mauritz Boklöv (* 14. April 1966 in Malmberget) ist ein ehemaliger schwedischer Skispringer. Er ist ein Pionier des V-Stils und trug maßgeblich zu dessen Etablierung bei.

## Werdegang
Boklöv bestritt sein erstes Weltcupspringen am 30. Dezember 1986 in Oberstdorf bei der Vierschanzentournee. Er war lange nur mäßig erfolgreich. Dies änderte sich, nachdem er auf die V-Sprungtechnik umstellte, die er infolge eines Absprungfehlers im Training versehentlich angewandt hatte. Dabei spreizte er die Skier vom Körper zur Seite in Form eines V und bot dem Wind so eine wesentlich größere Angriffsfläche als beim konventionellen Sprungstil, bei dem die Skier parallel geführt wurden.
Am 10. Dezember 1988 gewann er so in Lake Placid sein erstes von fünf Weltcupspringen und in der Saison 1988/89 auch den Gesamtweltcup. Dafür wurde ihm von den Hörern von Sveriges Radio der Radiosportens Jerringpris verliehen. Boklöv lag oft mehrere Meter vor seinen Konkurrenten, musste aber für seinen Sprungstil erhebliche Abzüge in den Haltungsnoten in Kauf nehmen. Insbesondere der damalige Präsident des Sprungkomitees der FIS, der Norweger Torbjørn Yggeseth, sah die Ästhetik des Skispringens gefährdet. Nach Boklövs Erfolgen stellten dennoch ab 1990 alle Skispringer auf die neue Technik um, für die es dann ab 1992 keinen Punktabzug mehr gab.
Boklöv selbst konnte an seine Erfolge nicht wieder anknüpfen und war in den folgenden Jahren meist nur im sportlichen Mittelfeld anzutreffen. Seinen letzten Sieg bei einem internationalen Wettkampf erlangte er am 19. August 1990 beim Sommerskispringen in Hinterzarten vor Heinz Kuttin und Franci Petek. Bei den Olympischen Winterspielen 1992 in Albertville erreichte Boklöv auf der Normalschanze nur den 47. Rang, für das Springen auf der Großschanze wurde er nicht nominiert. Sein letztes Weltcupspringen bestritt er am 31. Januar 1993 beim Skifliegen in Bad Mitterndorf.

## Sonstiges
Boklöv ist Epileptiker.
Er sagt von sich selbst „wohl der teuerste Athlet aller Zeiten“ zu sein, da die Schanzen durch die Etablierung des V-Stils baulich geändert werden mussten.

## Erfolge

### Weltcupsiege im Einzel
| Nr. | Datum             | Ort         | Typ           |
| --- | ----------------- | ----------- | ------------- |
| 1.  | 10. Dezember 1988 | Lake Placid | Großschanze   |
| 2.  | 18. Dezember 1988 | Sapporo     | Großschanze   |
| 3.  | 4. Januar 1989    | Innsbruck   | Großschanze   |
| 4.  | 15. Januar 1989   | Harrachov   | Großschanze   |
| 5.  | 28. Januar 1989   | Chamonix    | Normalschanze |

### Weltcup-Platzierungen
| Saison  | Platz | Punkte |
| ------- | ----- | ------ |
| 1986/87 | 45.   | 012    |
| 1987/88 | 10.   | 064    |
| 1988/89 | 01.   | 247    |
| 1989/90 | 14.   | 078    |
| 1990/91 | 50.   | 002    |
| 1991/92 | 48.   | 004    |